# Flowerpot Island
Flowerpot Island (englisch für „Blumentopf-Insel“) ist eine unbewohnte Insel in der Georgsbucht des Huronsees. Sie gehört zur kanadischen Provinz Ontario und liegt zwischen der Bruce-Halbinsel im Süden und der Insel Manitoulin im Norden. Die Insel ist 2,1 km lang, 1,5 km breit und weist eine Fläche von etwa 2 km² auf. Sie ist Bestandteil des Fathom Five National Marine Parks und bekannt für ihre Blumentopf-ähnlichen Felsformationen am Ufer, denen die Insel ihren Namen verdankt.